# Уильямс, Тэд
Тэд Уильямс (англ. Tad Williams, род. 1957) (настоящее имя — Роберт Пол Уильямс) — американский писатель-фантаст.

## Биография
Детство Уильямса прошло в маленьком городке Пало-Альто, неподалёку от Стэнфордского Университета. После окончания школы, в отличие от большинства своих друзей, Уильямс решает заняться зарабатыванием денег на жизнь. Во-первых, потому что его семья никогда не была состоятельной, а во-вторых потому что ему самому это казалось более интересным. Он пел в рок-группе (она называлась «Idiot»), продавал обувь, разносил почту, работал в театре, на телевидении и радио (почти 10 лет), а также — в фирме по производству мультимедийных приложений. Это далеко не полный список занятий, которые он перепробовал. Однако в один прекрасный день, по собственному признанию, он решил «прекратить делать некоторые ужасные вещи» и сосредоточиться на писательстве, которое в перспективе могло принести ему достаточный доход. Кроме романов, Уильямс пишет также сценарии для кино и телевидения и книги комиксов.
Тэд Уильямс живёт с женой в Лондоне и в Сан-Франциско.

## Влияние
Джордж Р. Р. Мартин, ещё один писатель фэнтези — большой поклонник Тэда Уильямса. По его словам, именно «Память, Скорбь и Терн» убедили его, что фэнтези может быть серьёзной литературой, после чего он и взялся писать «Песнь льда и пламени». В одной из книг он сделал небольшой реверанс своему другу Уильямсу: в ней упоминается «дом Виллум», его члены — братья Элиас и Джошуа, а на их гербе изображены три скрещенных меча и скелет дракона. Все вместе это намек на «Память, Скорбь и Торн».
Немецкая рок-группа Blind Guardian в 2006 году выпустила песню «Otherland», посвящённую одноимённой серии Уильямса, на альбоме a Twist in the Myth.